# Mario Cvitanović
Mario Cvitanović [ˈmariɔ ˈtsʋitanɔʋitɕ] (* 6. Mai 1975 in Zagreb) ist ein ehemaliger kroatischer Fußballspieler.

## Karriere
Der Linksverteidiger spielte in der Jugend bei Radnik Velika Gorica und begann seine Profikarriere 1995 bei NK Dinamo Zagreb. Mit Zagreb wurde Cvitanović fünfmal kroatischer Fußballmeister, bevor er im Jahr 2000 nach Italien zu Hellas Verona wechselte.
Zur Saison 2001/02 wechselte der Kroate zum SSC Venedig, in der darauffolgenden Spielzeit war er beim CFC Genua aktiv. 2003 wechselte der Wandervogel schließlich zum SSC Neapel.
2004 endete Cvitanovićs Zeit in Italien. Nachdem kurze Zeit vereinslos war, schloss er sich während der Saison 2004/05 dem belgischen Verein Germinal Beerschot Antwerpen an. Mit den Antwerpenern wurde er 2005 belgischer Pokalsieger.
2006 entschied sich Cvitanović in seine kroatische Heimat zurückzugehen; er wechselte zurück zu NK Dinamo Zagreb. In der Winterpause jedoch kehrte der Verteidiger den Zagrebern bereits wieder den Rücken und schloss sich dem Bundesligisten Energie Cottbus an. Cvitanović wurde auf der linken Außenbahn sofort Stammspieler und fehlte in der Rückrunde seiner ersten Saison keine Minute. Nach der Verletzung seines Teamkollegen Mariusz Kukiełka rückte er für die letzten vier Spiele der Saison 2007/08 in die Innenverteidigung. Insgesamt spielte er in eineinhalb Jahren 48-mal für die Lausitzer. Nach dem Abstieg der Cottbuser 2009 wurde Vertrag von Cvitanović aufgelöst.

## Erfolge
- Kroatischer Meister: 1996, 1997, 1998, 1999, 2000
- Kroatischer Pokalsieger: 1996, 1997, 1998
- Belgischer Pokalsieger: 2005